# سیارک ۹۸۹۱
سیارک ۹۸۹۱ (به انگلیسی: 9891 Stephensmith، نامگذاری:1995XN1) نه هزار و هشتصد و نود و یکمین سیارک کشف شده‌است که در ۱۵ دسامبر ۱۹۹۵ کشف شد.
قدر مطلق سیارک برابر ۳۸.۹ است.